# Teodosiu (asociat, sec. VI)
Theodosius a fost moștenitorul tronului bizantin, fiul lui Mauriciu și a Constantinei. În 590, a fost asociat la domnie, împreună cu fratele său Tiberiu la tron, el guvernând provinciile vestice (Italia și Africa). În 602, a fost ucis, împreună cu familia sa, de către răsculatul Focas.